# Pulpo arborícola del noroeste del Pacífico
El pulpo arborícola del noroeste del Pacífico (Pacific Northwest Tree Octopus) es un bulo de Internet que fue creado en 1998 por un escritor bajo el seudónimo de Lyle Zapato.d  
Esta especie ficticia de cefalópodo en peligro de extinción fue bautizada con el nombre latino de "Octopus paxarbolis" (que significa aproximadamente "pulpo arborícola"). Según su creador es capaz de vivir en agua y en tierra y habita en el Olympic National Forest y los ríos cercanos, depositando sus huevos en el agua. 
El pulpo arborícola del noroeste del Pacífico aparece descrito en una página de web habitualmente utilizada para dar clases a los niños sobre la fiabilidad de internet, aunque no fue creada con ese propósito. A pesar de las falsedades que aparecen en la página, como el apoyo de "GreenPeas.org", la mención de otras especies ficticias como el Monstruo del Nido de Roca, la morsa de montaña y su afiliación con las Personas por el Tratamiento Ético de las Calabazas (PTECA) (mezclados con vínculos a páginas sobre especies y organizaciones reales) la información de la página fue considerada verídica por muchas personas.
Muy pronto otras personas comenzaron a publicar fotos falsas del pulpo arborícola, editando o fotografiando juguetes y animales disecados en un hábitat similar.

## Influencia
El pulpo arborícola aparece mencionado en la novela Nación de Terry Pratchett, quien lo muestra como una especie real en su escenario alternativo.